# Arlecchino-díj
Az Arlecchino-díj a legjobb férfialakításért odaítélt elismerés, melyről a nyíregyházi Móricz Zsigmond Színház szervezésében 2002 óta, évente megrendezett VIDOR Fesztivál (a VIdámság és Derű ORszágos seregszemléje) szakmai zsűrije dönt.
A VIDOR Fesztivál az egyik legnagyobb hazai összművészeti rendezvény, amelyen rangos színházi és filmes versengés is folyik. A hazai színházak az utolsó évadban bemutatott legjobb vígjátékaikat mutatják be, a zsűri pedig szakmai díjakkal jutalmazza ezeket.
Az odaítélt elismeréseket korábban a fesztivál idején, díjkiosztó gálaest keretében, 2012-től viszont már a nyertes produkciók első „otthoni” előadásán, tehát a díjazott művészek saját közönsége előtt adják át.

## Díjazottak
- 2002 – Magyar Attila (Sok hűhó semmiért, kecskeméti Katona József Színház)[3]
- 2003 – Gáspár Sándor (Bolha a fülbe, Új Színház)[4]
- 2004 – Gálffi László (Különóra/A kopasz énekesnő, Örkény István Színház)[5]
- 2005 – Mucsi Zoltán (Mulatság, Bárka Színház)[6]
- 2006 – Epres Attila (Négy lába van a lónak, mégis megbotlik, Pesti Színház)[7]
- 2007 – Eperjes Károly (A fösvény, Új Színház) és Széles László (az Örkény Színház előadásaiban nyújtott alakításaiért)[8]
- 2008 – Rajhona Ádám (Az élet, mint olyan, Vígszínház)[9]
- 2009 – Kerekes Éva (A hülyéje, Örkény István Színház)[10]
- 2010 – Bán János (Guppi, Centrál Színház)[11]
- 2011 – Szervét Tibor (Romantikus komédia, Thália Színház)[12]
- 2012 – Kaszás Gergő (Bányavirág, Pinceszínház (Budapest))[13]
- 2013 – Rétfalvi Tamás és Ficza István (Vaknyugat, Átrium Film-Színház/Kultúrbrigád)[14]
- 2014 – Lukáts Andor (Képzelt beteg, Budaörsi Latinovits Színház)[15]
- 2015 – Rózsavölgyi Szalon Arts & Café társulata (Romance.com)
- 2016 – Szervét Tibor (A nagy kézrablás, Thália Színház)[16]
- 2017 – Székhelyi József és Trokán Péter (Halpern és Johnson, Gólem Színház)[17]
- 2018 – Gálffi László (Az oroszlán télen, Orlai Produkciós Iroda)[18]
- 2019 – Kőszegi Ákos (A király beszéde, kecskeméti Katona József Színház)[19]
- 2020 – Szalma Tamás (Buborékok, Csiky Gergely Színház)[20]
- 2023 – Kern András (Az apa, Vígszínház[21])